# Freezeball
Freezeball (Фрізбол) — це контактна командна гра, в яку грають м'ячем овальної форми на прямокутному полі з двома енд-зонами.
Гра створена на основі правил гри Алтимат та частково Регбі.

## Короткі правила гри

### Поле
Поле прямокутної форми з двома енд-зонами (як в регбі тільки без воріт). Розмір поля — приблизно чверть футбольного.

### Початок гри
Обидві команди знаходяться в межах своєї end-зони.
Команда, яка розпочинає гру кидає м'яч в сторону противника (пул) і як тільки м'яч торкнеться землі, або противник його зловить розпочинається активна фаза гри.

### Активна фаза
Атака: Команда намагається методом передачі м'яча занести його в end-зону противника.
Оборона: Команда повинна вирвати\забрати м'яч та продовжити атаку.

### Тривалість гри
Матч розбивається на два тайми по 15 хвилин, з перервою в 5 хвилин.
У випадку нічиєї призначається додатковий час ("Overtime").
В період додаткового часу, команда, яка перша забиває гол — перемагає.

### Рух з м'ячем
М'яч дозволяється передавати товаришу по команді у будь-якому напрямку.
Впіймавши м'яч, гравцеві не дозволяється з ним пересуватись. Дозволяється обертатись на одному місці на одній нозі (як у баскетболі).

## Додатково
Гра почала своє існування у 2009 році та через відсутність бажаючих, проведення матчів припинилось.
Зараз у 2016 році, гра почала відроджуватись.
На цей час, короткі правила, є також — основними, та з часом, вони будуть доповнюватись та редагуватись.